# پژوهش کیفی

## ریشه‌شناسی کلمه
واژه Research در لغت به‌معنای پژوهش، تحقیق، کندوکاو، تجسس و کاوش است و Qualitative به‌معنای کیفی و چونی است. این دو واژه مجموعاً به‌معنای تحقیق و پژوهش کیفی است.
تحقیق کیفی عبارت از مجموعه فعالیت‌هایی (چون مشاهده، مصاحبه و شرکت گسترده در فعالیت‌های پژوهشی) است، که هرکدام به‌نحوی محقّق را در کسب اطلاعات دست اول، دربارهٔ موضوع مورد تحقیق یاری می‌دهند. بدین‌ترتیب، از اطلاعات جمع‌آوری شده، توصیف‌های تحلیلی، ادراکی و طبقه‌بندی‌شده حاصل می‌شود. در روش مورد بحث دسترسی به اطلاعات؛ یعنی زندگی کردن با مردم مورد پژوهش، یادگیری فرهنگ آن‌ها، از جمله مبانی ارزشی، عقیدتی و رفتاری، زبان و تلاش برای درک احساس، انگیزش و هیجان‌های آن‌ها است. محقق کیفی، رفتار اجتماعی را به این دلیل درک می‌کند که خود را به‌جای دیگران قرار می‌دهد.
آنسلم استراس هزاره می‌گوید: «منظور ما از تحقیق کیفی عبارت از هرنوع تحقیقی است که یافته‌هایی را به‌دست می‌دهند که با شیوه‌هایی غیر از روش‌های آماری یا هرگونه کمّی کردن کسب نشده‌اند. شیوه مذکور ممکن است به تحقیق دربارهٔ زندگی افراد، شرح حال‌ها، رفتارها و همچنین دربارهٔ کارکرد سازمانی، جنبش‌های اجتماعی یا روابط بین‌الملل معطوف باشد.»
تا پایان دههٔ ۱۹۶۰ نزدیک به ۹۰ درصد گزارش‌های منتشرشده در مجلات جامعه‌شناسی آمریکا، مبتنی بر تحقیق کمّی و آماری بودند. گرچه در بریتانیا آمارهای قابل مقایسه‌ای در دست نیستند؛ ولی گمان می‌رود تا اواخر دههٔ ۱۹۶۰ تحقیق آماری در این کشور نیز مسلط بود. اما امروزه قضیه تفاوت پیدا کرده و به‌دلیل انتقادهای نظری از "اثبات‌گرایی(Positivism)" (که گرایش به شیوه‌های آماری و کمّی دارند)، اکنون روش‌های کیفی، جایگاهی کانونی در آموزش و تحقیق اجتماعی به‌دست آورده‌اند.
این روش را انسان‌شناسان فرهنگی برای مطالعه آداب و رفتارهای مردمان فرهنگ‌های دیگر ابداع کرده‌اند. مبنای فلسفی تحقیق کیفی، "انسان‌گرایی" (Humanism) و "طبیعت‌گرایی" (Naturalism) است. منظور از مبنای انسان‌گرایانه، توجه به نقش و اهمیت انسان در تحقیق‌های کیفی است. مطابق این فلسفه، وجه ممیّز انسان با موجودات دیگر، کنش بر پایهٔ انگیزه‌ها یا عوامل درونی و بیرونی به‌جای واکنش است.
پژوهش‌گر اثبات‌گرا، دانش را از طریق گردآوری داده‌های عددی و مشاهدهٔ نمونه‌ها و سپس عرضهٔ این داده‌ها به تحلیل عددی فراهم می‌کند. در مقابل این‌ها پژوهش "مابعد اثبات‌گرا"، ریشه در این فرض دارد که جلوه‌های محیط اجتماعی به‌عنوان تفسیرهایی به‌وسیلهٔ افراد ساخته می‌شود. این تفسیرها شکل گذرا و وابسته به موقعیت دارند. پژوهش‌گران مابعد اثبات‌گرا دانش را از درجهٔ اول از طریق گردآوری داده‌های کلامی با "مطالعهٔ جدّی و عمقی" (Intensive) موارد، و عرضه این داده‌ها به استقراء تحلیلی فراهم می‌آورند.
پژوهش‌گران کیفی بر نوعی تفسیر کل‌نگر تأکید می‌کنند. آنان واقعیتها و ارزش‌ها را به‌صورتی غیرقابل تفکیک و آمیخته با یکدیگر در نظر می‌گیرند. از طرف دیگر پژوهش‌گران کمّی به‌جای توجه بر تفسیرهای کل‌نگر، بر عوامل و متغیرهای فردی تأکید دارند. پژوهش‌گر کمّی بر این باور است که واقعیّت را می‌توان به مؤلفه‌هایش تقسیم کرد و با نگاه به این اجزاء، شناختی از کل به‌دست‌آورد؛ ولی پژوهش‌گر کیفی براساس این باور، که واقعیّت، کلیّتی است غیرقابل تقسیم، به بررسی کلّ فرایند می‌پردازد.
البته پژوهش‌های کیفی و کمّی می‌توانند از طریق کشف (توسط پژوهش‌های کیفی) و تأیید (توسط پژوهش‌های کمی) هم‌دیگر را کامل کنند؛ فلذا با وجود همه تفاوت‌ها، بسیاری از پژوهش‌گران، اکنون ترکیبی از رویکردهای کمّی و کیفی را برای فهم کامل پدیده مورد بررسی خود، به‌کار می‌برند.

## جایگاه روش کیفی در علوم اجتماعی
گرچه روش کیفی را انسان‌شناسان فرهنگی ابداع کردند، ولی امروزه در سایر علوم انسانی و اجتماعی نظیر جامعه‌شناسی، ارتباطات، آموزش و پرورش، تاریخ، مطالعات فرهنگی و مطالعات جنس‌واره‌ای (جنسیّتی:Sexuality) نیز به‌کار می‌رود. لکن در روان‌شناسی، روش‌های کمّی غلبه دارند.
اساساً بخش عمده‌ای از مطالعات مربوط به تأثیر ایدئولوژی دین، فرهنگ، سیاست، اخلاق و مانند آن، برکنش و رفتار انسان که موضوع مطالعه بسیاری از رشته‌های علوم انسانی است، را می‌توان با استفاده از روش تحلیل کیفی و عقلی، تجزیه و تحلیل نمود

## قابل‌اعتماد بودن
یک مسئله مرکزی در تحقیق کیفی قابل‌اعتماد بودن (که به عنوان اعتبار یا، در مطالعات کمی، معتبر هم شناخته می شود) است. 

## اجزای عمدهٔ تشکیل دهندهٔ تحقیق کیفی

### در تحقیق کیفی سه بخش عمده وجود دارد
بخش اول: داده‌ها؛ داده‌ها می‌توانند از منابع مختلف گردآوری شده باشند. مصاحبه، مشاهده و مشارکت، معمول‌ترین منابع‌اند؛
بخش دوم: شامل روش‌های تحلیلی و تعبیر و تفسیری است؛ که برای رسیدن به یافته‌ها یا نظریه‌ها به‌کار می‌رود. این روش‌ها شامل شیوه‌های مفهوم‌پردازی از داده‌ها است؛ که به "کدگذاری(Coding)" موسوم است. شیوه‌های دیگری مثل نمونه‌گیری غیر آماری، یادداشت‌برداری و نمایش روابط مفهومی به‌صورت دیاگرام نیز بخشی از مرحلهٔ تحلیلی‌اند؛
بخش سوم: عبارت است از گزارش‌های نوشته‌شده و شفاهی و ارائه آن‌ها در مجله‌ها و کنفرانس‌های علمی.

## انواع تحقیق کیفی
دسته‌بندی تحقیقات کیفی آسان و مورد توافق همه نیست. آنسلم، استراس و جولیت کوربین شیوه‌های تحقیق کیفی را شامل موارد ذیل می‌دانند:
1. نظریه مبنایی (Grounded theory)؛ یعنی آن‌چه که به‌طور استقرایی (Induction)؛ یعنی از جزء به کل، از مطالعه پدیده‌ای به‌دست آید و نمایان‌گر آن پدیده است. به‌عبارت دیگر، باید آن‌ را کشف کرد و کامل نمود و به‌طور آزمایشی از طریق گردآوری منظم اطلاعات و تجزیه و تحلیل داده‌هایی که از آن پدیده نشأت گرفته‌است، اثبات نمود.
2. مردم‌نگاری یا قوم‌نگاری(Ethnography)؛ پژوهش قوم‌نگاری معمولاً با انسان‌شناسی همبسته است. قوم‌نگاری توصیفی عمیق و تحلیلی از موقعیّت فرهنگی و در معنای وسیع، از فرهنگ است. پژوهش قوم‌نگاری بر مشاهده، توصیف و داوری‌های کیفی یا تفسیر پدیده‌های مورد بررسی تأکید بسیار دارد.[۱۴]

## نشریات پژوهش‌های کیفی در ایران
- دوفصلنامه پژوهش‌های کیفی در علوم رفتاری : ناشر گروه روان‌شناسی دانشگاه بیرجند
- فصنامه پژوهش‌های کیفی در برنامه‌ریزی درسی : ناشر دانشگاه علامه طباطبائی
- مجله تحقیقات کیفیی در علوم سلامت : ناشر دانشگاه علوم پزشکی کرمان